# عکاسی پس از مرگ

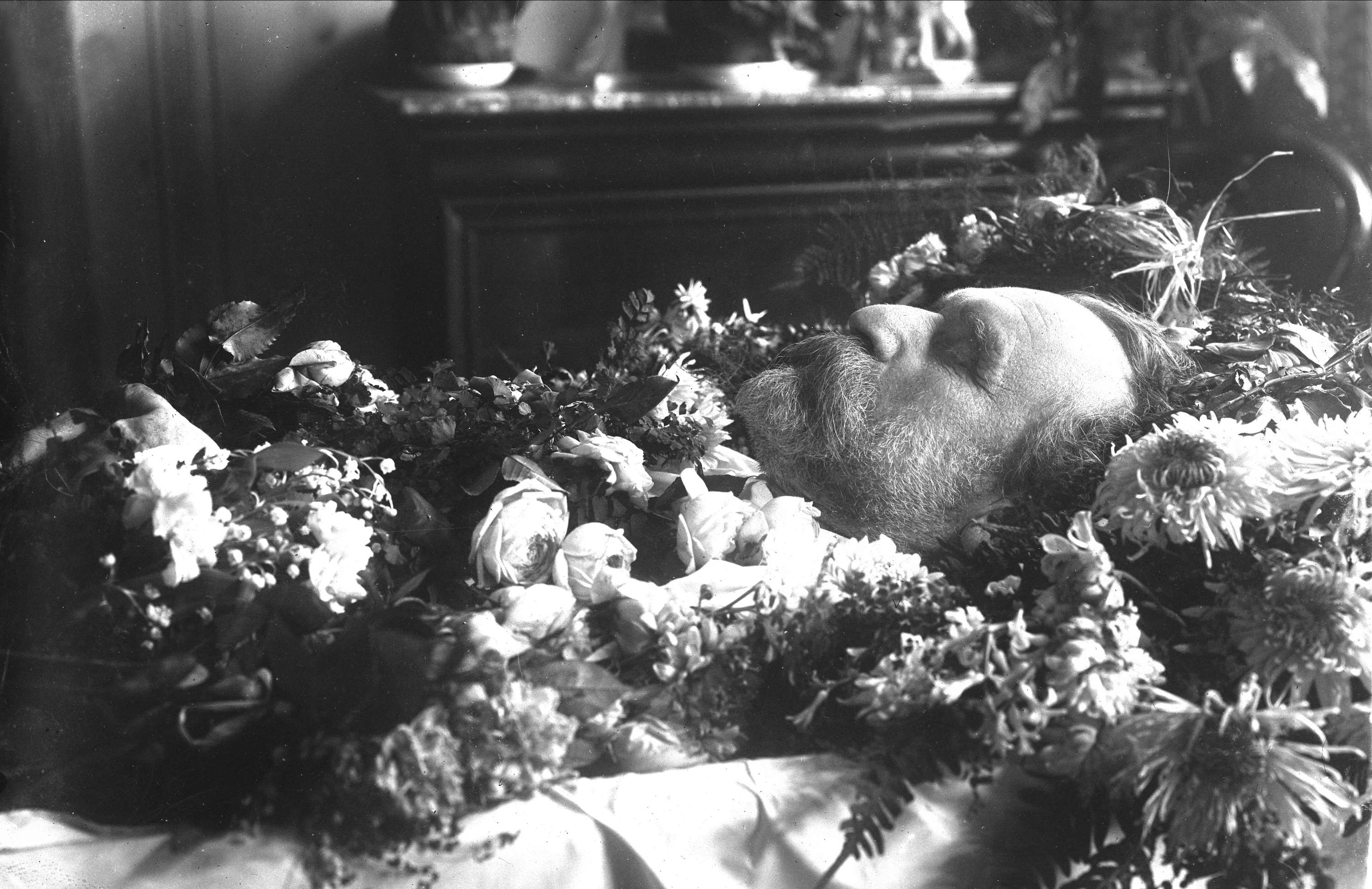
عکسی پس از مرگ از الاهی‌دان نروژی برنهارد پوس با گل‌ها، گرفته‌شده توسط گوستاو بورگن، کریستیانیا، نوامبر ۱۹۰۷

عکاسی پس از مرگ به عمل عکاسی از افراد تازه درگذشته گفته می‌شود. فرهنگ‌های مختلف از این روش استفاده کرده و می‌کنند، اما مطالعه‌شده‌ترین حوزه عکاسی پس از مرگ مربوط به اروپا و آمریکا است. دربارهٔ این‌که آیا عکس‌های اولیه به‌راستی از افراد مرده گرفته شده‌اند یا نه، اغلب اختلاف‌نظرهای قابل توجهی وجود دارد که گاهی تحت تأثیر ملاحظات تجاری نیز قرار می‌گیرند. این سبک ادامه‌دهنده سنت پرتره‌های عزاداری نقاشی‌شده قدیمی بود. امروزه عکاسی پس از مرگ عمدتاً در حرفه‌های پلیس و آسیب‌شناسی استفاده می‌شود.

## تاریخچه و محبوبیت

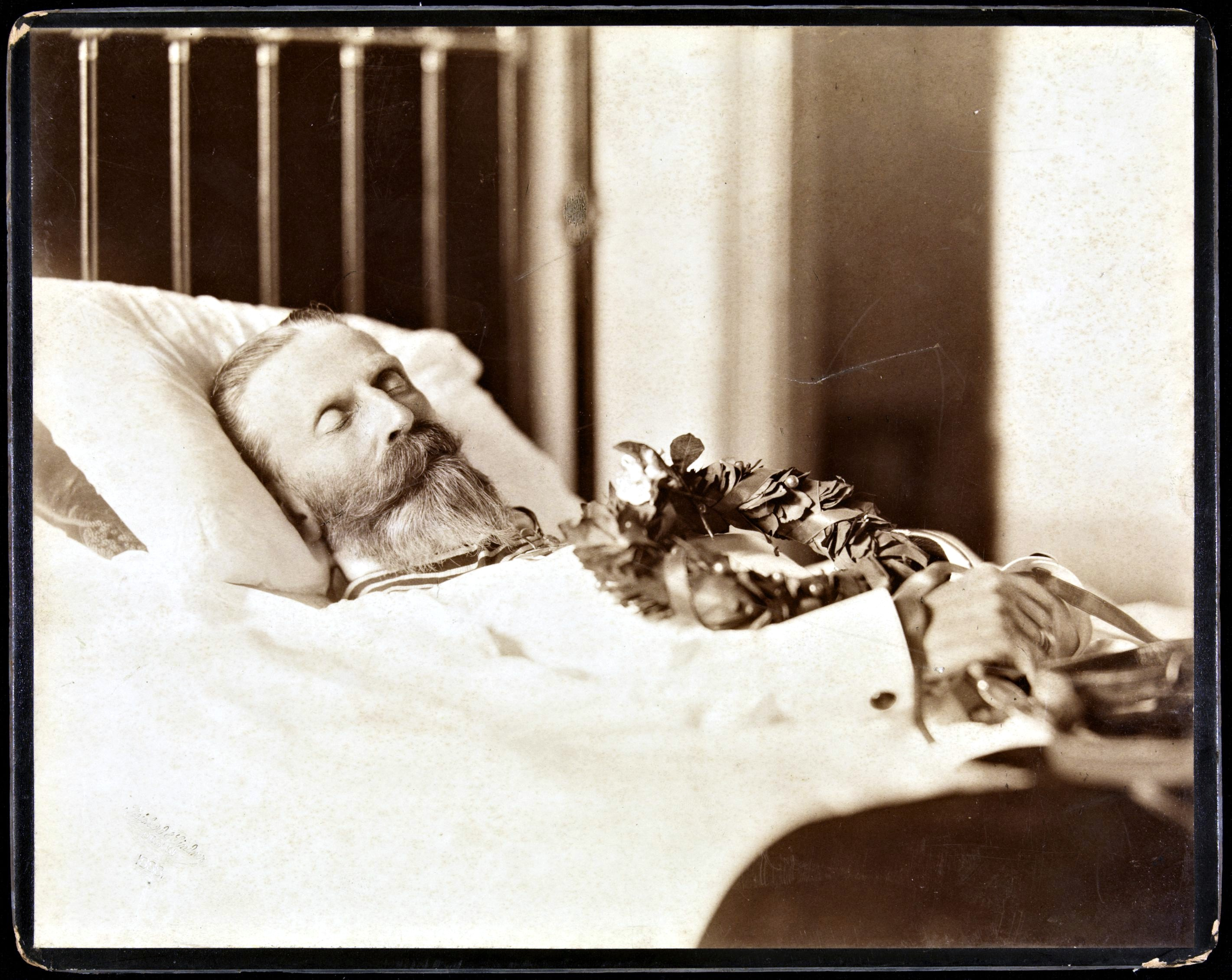
عکسی پس از مرگ از امپراتور فردریش سوم، امپراتور آلمان، ۱۸۸۸.

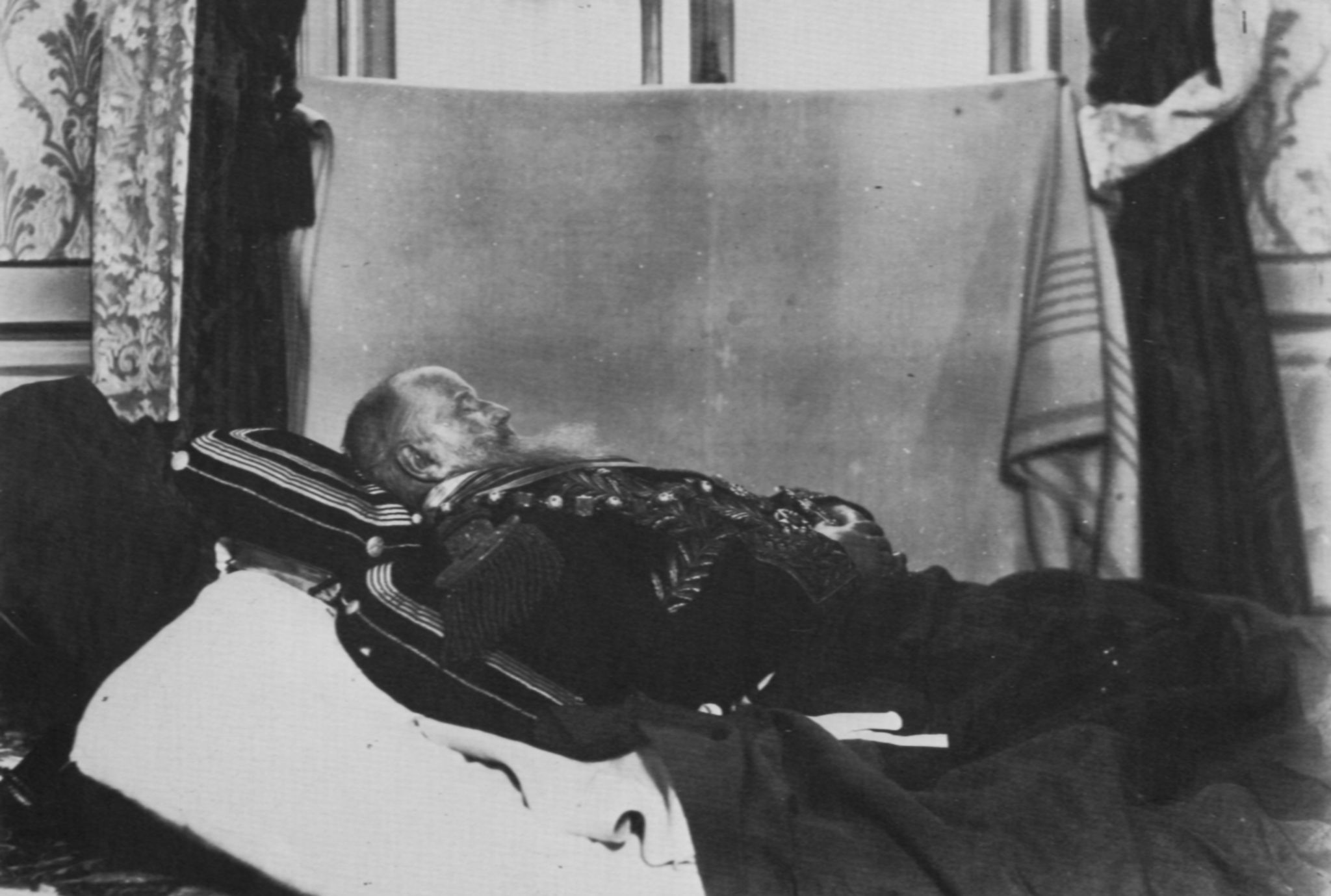
عکسی پس از مرگ از امپراتور برکنار شده برزیل، پدروی دوم، گرفته‌شده توسط نادار، ۱۸۹۱.

اختراع داگرئوتیپ در سال ۱۸۳۹ پرتره‌نگاری را متداول ساخت، زیرا بسیاری از کسانی که توانایی پرداخت هزینه یک پرتره نقاشی‌شده را نداشتند، می‌توانستند در یک جلسه عکاسی شرکت کنند و تصویری از خود داشته باشند.
این روش همچنین به طبقه متوسط این امکان را داد که عزیزان درگذشته خود را به یاد بسپارند. پیش از این، پرتره‌های پس از مرگ به طبقه اشراف محدود بود که با این روش جدید همچنان به یادبود درگذشتگان خود ادامه دادند. عکاسی پس از مرگ در قرن نوزدهم رایج بود. از آن‌جا که عکاسی یک ابزار رسانه‌ای جدید بود، این احتمال وجود دارد که بسیاری از پرتره‌های پس از مرگ داگرئوتیپ، به‌ویژه از نوزادان و کودکان خردسال، تنها تصاویری باشند که از آن‌ها ثبت شده‌اند. زمان طولانی نوردهی، عکاسی از افراد متوفی را آسان می‌کرد. مشکل زمان نوردهی طولانی همچنین منجر به روش عکاسی مادر پنهان شد، در این روش مادر در قاب پنهان می‌شد تا کودک خردسال را آرام کرده و او را بی‌حرکت نگه دارد.
عکاسی پس از مرگ در دهه‌های نخست عکاسی رونق داشت، زیرا برخی ترجیح می‌دادند تصویری از فرد متوفی ثبت کنند. این امر به رشد بسیاری از کسب‌وکارهای عکاسی در قرن نوزدهم کمک کرد. با اختراع کارت ویزیت، که امکان چاپ چندین نسخه از یک نگاتیو را فراهم می‌کرد، نسخه‌هایی از تصاویر را می‌شد برای بستگان ارسال کرد. با نزدیک شدن به قرن بیستم، دوربین‌ها در دسترس‌تر شدند و تعداد بیشتری از مردم توانستند خودشان عکس بگیرند. از دهه ۱۹۷۰، هنرمندان نیز به عکاسی پس از مرگ روی آوردند و این شیوه همچنان ادامه دارد. امروزه، این عکاسی عمدتاً جنبه خصوصی دارد، به‌جز تصاویری از نوزادان مرده که در وب‌سایت «Now I Lay Me Down to Sleep» منتشر می‌شوند.

## تکامل سبک

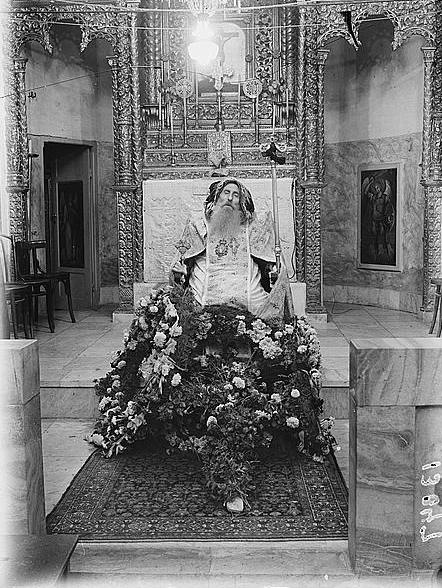
یک اسقف سوری که در مراسم تدفین به حالت نشسته قرار داده شده است (حدود ۱۹۴۵).

یکی از ژست‌های رایج برای متوفی به نام «آخرین خواب» شناخته می‌شود، که در آن چشمان فرد بسته است و گویی در خواب است. این عکس‌ها به عنوان آخرین حضور اجتماعی فرد در نظر گرفته می‌شدند. در دوران ویکتوریا، معمول بود که از کودکان خردسال یا نوزادان فوت‌شده در آغوش مادرشان عکس گرفته شود.

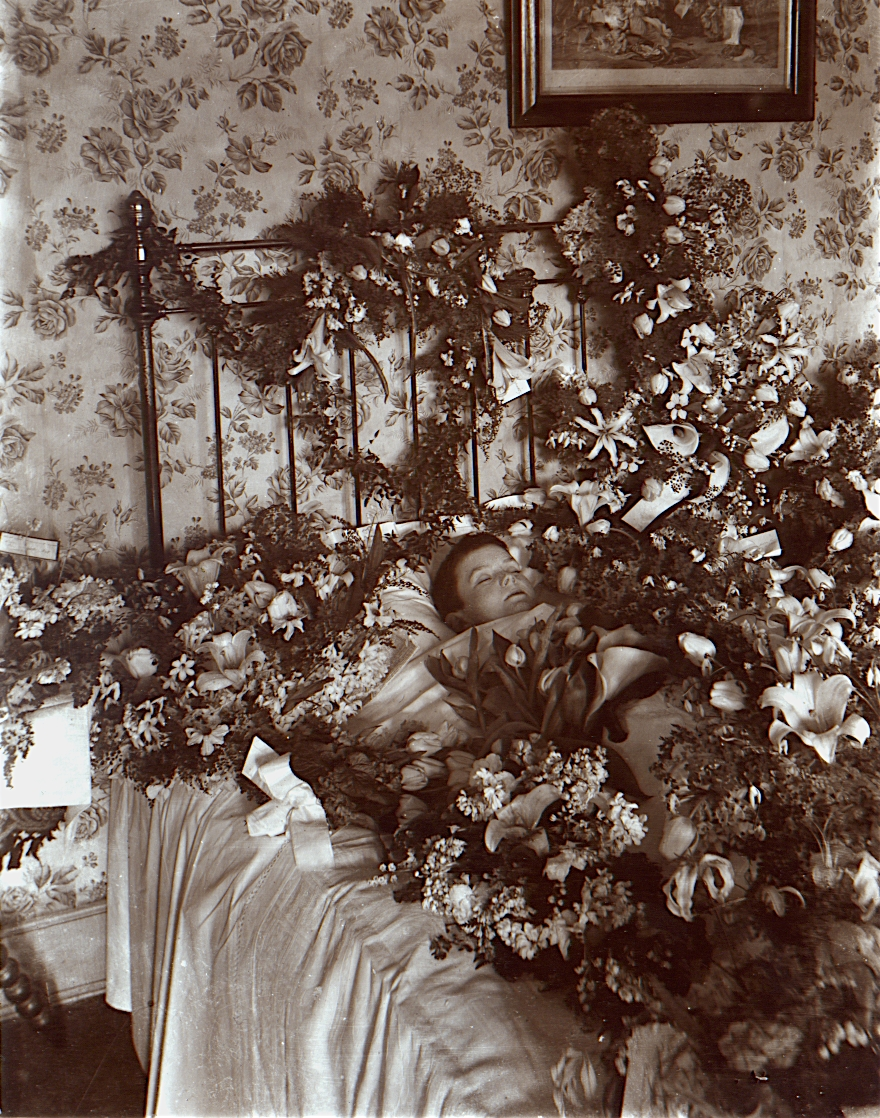
عکس قرن نوزدهم از یک کودک متوفی با گل‌ها

بعدها متوفی را در تابوت قرار می‌دادند و با تعدادی از عزاداران تصویر ثبت می‌شد. این نوع عکس‌ها در اروپا محبوب بودند و در ایالات متحده کمتر رایج بودند. تصاویری که افراد مقدس را در تابوتشان نشان می‌دهند، هنوز هم در میان مسیحیان کاتولیک شرقی، ارتدوکس شرقی و ارتدوکس مشرقی مورد توجه و استفاده قرار می‌گیرد.

## تفاوت‌های فرهنگی

### ایالات متحده
در آمریکا، عکاسی پس از مرگ تا اواخر قرن نوزدهم به‌تدریج به یک امر خصوصی‌تر تبدیل شد و بحث دربارهٔ آن از مجلات تخصصی و گفت‌وگوهای عمومی خارج شد. این تصاویر در کنار اعضای خانواده در اطراف تابوت متوفی ثبت می‌شد. این رسم تا دهه ۱۹۶۰ ادامه یافت.

### ایسلند
عکاسی پس از مرگ در کشورهای شمال اروپا در اوایل قرن بیستم محبوب بود اما تا حدود سال ۱۹۴۰ کاهش یافت و بیشتر به عکاسی آماتوری برای استفاده شخصی محدود شد. در قرن نوزدهم، نرخ مرگ‌ومیر نوزادان در این کشور بالاتر از کشورهای اروپایی بود و این امر باعث شد که تصویر برداری پس از مرگ به یک موضوع عمومی تبدیل شود که از دریچه مذهبی نیز بررسی می‌شد.
از اوایل دهه ۱۹۰۰، اطلاعات مربوط به مرگ افراد معمولاً در بخش آگهی‌های درگذشت روزنامه‌ها منتشر می‌شد، که نشان‌دهنده نقش اجتماعی مرگ بود. اما در سال ۱۹۴۰، عکس‌هایی از متوفی، تابوت، یا سنگ قبر او با مستندات مربوط به مراسم تشییع بسیار نادر بودند. تا سال ۱۹۶۰، تقریباً هیچ‌گونه مستند حرفه‌ای از عکاسی پس از مرگ در این جوامع باقی نماند.

### بریتانیا
از قرن پانزدهم، رسم بر این بود که افراد متوفی در نقاشی‌ها و طراحی‌ها به تصویر کشیده شوند. این سنت در اروپای غربی آغاز شد و به‌سرعت در سراسر اروپا گسترش یافت و در ابتدا مختص طبقات بالای جامعه بود. با ظهور عکاسی، عکاسی پس از مرگ برای افراد بیشتری در دسترس قرار گرفت.
عکاسی پس از مرگ در دوران ویکتوریا در بریتانیا بسیار محبوب بود. بین سال‌های ۱۸۶۰ تا ۱۹۱۰، این تصاویر مشابه نمونه‌های آمریکایی بودند و متوفی یا در حالت خوابیده یا در کنار خانواده به تصویر کشیده می‌شد.

### فیلیپین
در فیلیپین، این سنت به نام Recuerdos de patay (به اسپانیایی: خاطرات مردگان) شناخته می‌شود. در قرن نوزدهم و بیستم، اعضای خانواده پیش از دفن در کنار متوفی عکس می‌گرفتند. این رسم تا حد زیادی از بین رفته است.